# ビゾン (大型駆逐艦)
ビゾン (Bison) はフランス海軍の大型駆逐艦。ゲパール級。

## 艦歴
ロリアン海軍工廠で1927年3月14日起工。1928年10月29日進水。1930年10月10日就役。
1939年2月7日から8日の夜、「ビゾン」と軽巡洋艦「ジョルジュ・レイグ」が衝突事故を起こした。この事故での損傷の修理にビゾンは6ヶ月を要した。
1940年5月、「ビゾン」はノルウェーのナムソスからの撤退作戦に参加した。4月29日に「ビゾン」は重巡洋艦「デヴォンシャー」、「ヨーク」、軽巡洋艦「モンカルム」、駆逐艦4隻および輸送船3隻とともにスカパ・フローから出撃した。出撃後、さらに駆逐艦4隻が加わった。計画では5月1日と2日の夜に部隊の収容を行う予定であったが、5月1日は霧のため実行できず、5月2日のみで行うこととなった。5月2日朝には軽巡洋艦「カーライル」も合流した。
5月2日から3日の夜、ナムソスからの部隊の収容が行われた。この間、「ビゾン」は「デヴォンシャー」、「モンカルム」、駆逐艦「ヘイスティ」、「インペリアル」と共にフィヨルド外に留まっていた。収容作業は無事終了したが、帰路ドイツ軍機による攻撃が開始された。5月3日10時過ぎ、Ju 87の投下した爆弾が「ビゾン」に命中した。爆弾は艦橋を貫通し、前部弾薬庫で爆発した。駆逐艦「アフリディ」、「グレネード」、「インペリアル」が生存者を救助した後、「アフリディ」が砲撃で「ビゾン」を沈めた。「ビゾン」は12時7分に沈没した。
「ビゾン」沈没後も攻撃は続き、今度は「アフリディ」が撃沈されて救助されていた「ビゾン」乗員にも犠牲者が出た。